# هيئة الطاقة الذرية الصينية
هيئة الطاقة الذرية الصينية (CAEA) باللغة الصينية: 国家 原子能机构 هي الوكالة التنظيمية التي تشرف على تطوير الطاقة النووية في الصين.

## التاريخ
تم إنشاء الهيئة من قبل قسم الوظائف التنظيمية للشركة الصينية الوطنية النووية في 1999 - 2000.

## تنظيم الهيئة

### قسم الإدارة
هذا القسم مسؤول عن الدعم اللوجستي والضمانات للهيئة وإدارة الحماية المادية للمواد النووية والحماية من الحريق لمحطات الطاقة النووية.

### قسم هندسة النظم
يدير هذا القسم مشاريع البحث والتطوير النووية وخلق خطة تطوير لمحطات الطاقة النووية والوقود النووي. كما أنها مسؤولة عن إنشاء وإدارة المشاريع النووية والإشراف عليها والعمل الروتيني في حالات الطوارئ النووية.

### قسم التعاون الدولي
القسم مسؤول عن تنظيم وتنسيق التبادل والتعاون مع الحكومات والمنظمات الدولية والترخيص للتصدير والاستيراد النووي وإصدار التراخيص الحكومية.

### قسم التخطيط
هذا القسم مسؤول عن الموافقة على مسودة خطة الطاقة النووية ووضع الخطة السنوية لتطوير الطاقة النووية.

### قسم العلوم والتكنولوجيا ومراقبة الجودة
هذا القسم مسؤول عن تنظيم الدراسة التمهيدية حول الطاقة النووية ورسم المعايير الفنية النووية.